# Unterkronkanzler

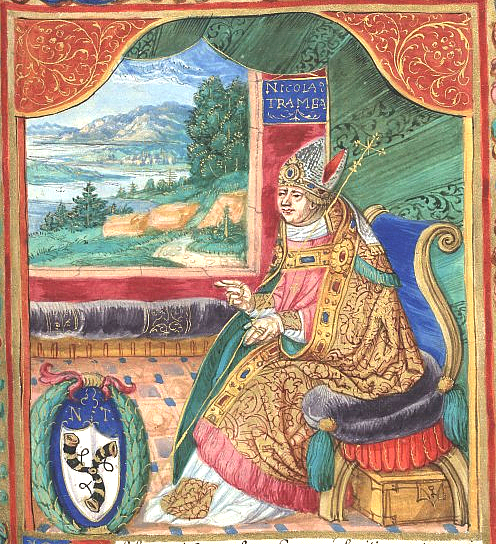
Erzbischof Mikołaj Trąba war Unterkronkanzler von 1403 bis 1412

Unterkronkanzler (poln. Podkanclerzy koronny, lat. subcancellarius bzw. vicecancellarius regni Poloniae) war ein Hofamt im Königreich Polen und in der Adelsrepublik Polen-Litauen. Der Unterkronkanzler war neben dem Großkronkanzler für die Verwaltung der königlichen Kanzlei sowie für die Außenpolitik verantwortlich. Er war dessen Stellvertreter, ihm aber nicht untergeben. Die Verteilung der Aufgaben zwischen beiden oblag dem Großkronkanzler nach seinem Ermessen. In der Neuzeit war in der Regel einer der Kanzler geistlicher und der andere weltlicher Würdenträger. Nach der Union von Lublin gab es zwei Unterkanzler, den Unterkronkanzler für die Polnische Krone und den Unterkanzler von Litauen. Das Amt des Unterkronkanzlers bestand von 1315 bis 1795, das Amt seines litauischen Gegenspielers entstand Anfang des 16. Jahrhunderts.

## Nachweise
- Góralski, Zbigniew: Urzędy Staropolskie (polnisch)